# Zeppelin-Staaken L
Die Zeppelin-Staaken L war ein im Ersten Weltkrieg konstruiertes deutsches viermotoriges, maritimes Militärflugzeug. Als sogenanntes Riesenflugzeug war sie für weitreichende Erkundungsaufgaben im Nord- und Ostseeraum vorgesehen, doch wurde letzten Endes nur ein Exemplar produziert und getestet, aber nicht eingesetzt. 

## Entwicklung
Als im Verlauf des Seekrieges immer offensichtlicher wurde, dass die bis dahin zur Seeaufklärung eingesetzten Marineluftschiffe ihren Aufgaben immer weniger gewachsen waren, sprach sich der Befehlshaber der Marine-Luftfahrtabteilungen, Otto Philipp, in einem Memorandum vom 12. Dezember 1916 für die Schaffung von schweren, viermotorigen Seeflugzeugen, sogenannten R-Typen, aus, um diesem Umstand Rechnung zu tragen. Der Konstrukteur der Zeppelinwerke in Staaken, Alexander Baumann, entwickelte daraufhin aus dem von ihm entworfenen landgestützten Bombenflugzeug Zeppelin-Staaken R VI das Schwimmerflugzeug L. Für die geplante Verwendung als Fernaufklärer beschloss Baumann, die Bombenschächte zu entfernen, um zur Erhöhung der Reichweite zusätzliche Kraftstoffbehälter installieren zu können, und die Flügelfläche von 332 auf 360 Quadratmeter zu vergrößern. Außerdem sollte das Flugzeug mit einem FT-Gerät ausgestattet werden. Der Auftrag zum Bau eines Prototyps wurde vom Reichsmarineamt am 15. Februar 1917 erteilt. Daraufhin wurde ein für die Marine bestimmter und als „Maschine 10“ bezeichneter herkömmlicher R-VI-Bomber entsprechend umgerüstet und am 10. August des Jahres von Staaken zur Zeppelin-Werft in Potsdam überflogen, wo bis zum Ende des Monats das Radfahrgestell durch ein Schwimmwerk ersetzt wurde. Die zugehörigen großen Schwimmer aus Leichtmetall wurden von der Zeppelin-Werft Lindenau in Zusammenarbeit mit dem Marinebaumeister Schmedding entwickelt und in Staaken gefertigt. Für den Transport an Land entwarfen die Ingenieure Scholler und Weiker einen speziellen Transportwagen, die sogenannte Schwimmerjoche, die durch eingebaute Luftkammern schwimmfähig war und zum Anbau nur über die Schwimmer geschoben und mit Bolzen befestigt werden musste. So konnte das große Schwimmerflugzeug auch außerhalb des Wassers relativ problemlos gehandhabt werden.
Am 5. September 1917 wurde der Typ L am Templiner See bei Potsdam erstmals zu Wasser gelassen. Noch am selben Tag wurde der Erstflug, bestehend aus „Sprüngen bis zu 50 Meter“, durchgeführt. Eine erfolgreiche Präsentation vor Vertretern der Marine und der Luftstreitkräfte fand drei Tage später am 8. September statt. Die weiteren Flüge zogen einige bauliche Veränderungen nach sich. Dem Doppelleitwerk in Kastenform wurde am 20. September eine dritte, mittig angeordnete Seitenflosse hinzugefügt und die Vorderkante der Tragflächen bekam eine leichte Pfeilung. Am 1. November 1917 bekam das Schwimmwerk andere Stützstreben. Für die weitere Erprobung sollte der Prototyp am 12. November zum Seeflugzeug-Versuchskommando (SVK) nach Warnemünde überflogen werden, doch nachdem während des Fluges ein Triebwerk ausgefallen war und der Flug dreimotorig fortgesetzt wurde, landete die Besatzung das Flugzeug irrtümlich auf dem Saaler Bodden. Nach der Reparatur des Antriebs wurde der Flug am 14. November fortgesetzt und die L noch am gleichen Tag dem SVK übergeben. Die in Warnemünde verfügbare Halle erwies sich mit einer Torbreite von 27,50 Meter allerdings für die Spannweite von 42,20 Meter als zu klein. Abhilfe konnte geschaffen werden, indem das Flugzeug über den linken Schwimmer als Angelpunkt um 180 Grad in die Halle hineingedreht wurde.
Für die Erprobung in Warnemünde wurde die Marinenummer 1432 vergeben. Neben der in den nächsten Wochen folgenden Erprobung wurde der Prototyp weiter ausgerüstet. So bekam er endlich die vorgesehene, aus Sender und Empfänger bestehende und durch einen Windgenerator gespeiste Funkausrüstung mit zugehöriger Schirmantenne samt Mast. Zusätzliche Brennstoffbehälter erhöhten die Flugdauer auf 10 Stunden, die durch abschalten eines Antriebs während des Fluges sogar noch gesteigert werden konnte. Ein Dreimotorenflug war ohne Probleme möglich. Als Komfort für die Besatzung wurden in der Kabine eine Beleuchtungs- und Heizungsanlage installiert. Besonders Augenmerk bei den Versuchen wurde auf das Flugverhalten bei Langstreckenflügen sowie bei der Landung bei Seegang verschiedener Stärken gerichtet. Am 3. Juni 1918 stürzte die Nr. 1432 während eines die Einsatztauglichkeit der Funkanlage betreffenden Versuchsfluges nahe Warnemünde ab, wobei die gesamte Besatzung ums Leben kam. Die Erprobung mit dem Typ L war für die Marine aber bis dahin insoweit zufriedenstellend gewesen, als sie bereits im Januar 1918 sechs weitere R-Flugzeuge mit Schwimmwerk in Auftrag gegeben hatte, von denen bis zum Waffenstillstand noch vier produziert wurden.

## Konstruktion
Der Typ L war ein verspannter, vierstieliger Doppeldecker in Gemischtbauweise. Der Rumpf besaß einen rechteckigen Querschnitt und bestand aus einer stoffbespannten Holz-Stahlrohr-Gitterkonstruktion. Die Besatzung war in einer geschlossenen Kabine untergebracht. Die Abwehrstände waren offen und befanden sich mit je einem Maschinengewehr bestückt in Bug und Rumpfboden sowie mit zwei Maschinengewehren auf der Rumpfoberseite hinter dem Tragwerk. Im Rumpf war die Hauptkraftstoffmenge in zwölf Behältern zu je 245 Litern untergebracht. Zwei weitere Tanks zu je 150 Liter befanden sich in den Motorgondeln und ein 155 Liter Reservebehälter war als Falltank ausgebildet.
Die Tragflächen gleicher Spannweite und Grundform waren in Holzbauweise mit zwei Flügelholmen und leichter Vorderkantenpfeilung ausgeführt sowie mit Sperrholz beplankt. Im Oberflügel waren zwei unausgeglichene Querruder von je 7,05 Meter Länge und 18,00 Quadratmeter Fläche integriert, obere und untere Flächen waren durch I-Stiele miteinander verbunden. Zwischen den Tragflächen waren die vier Motoren paarweise in zwei Motorgondeln mit den Luftschrauben sowohl in Druck- als auch Zuganordnung angebracht. Die dazugehörigen Kühler befanden sich darüber im freien Fahrtwind.
Die Marinenummer 1432 besaß ein kastenförmiges Leitwerk mit anfangs zwei, später drei Seitenflossen. Das Schwimmwerk bestand aus zwei parallel angeordneten Aluminiumschwimmern von 12,00 Meter Länge und 1,65 Meter Breite, die in zwölf Abteilungen gegliedert waren, um nach Beschuss noch eine gewisse Schwimmfähigkeit zu erhalten. Sie waren vierstufig ausgeführt und besaßen ein Volumen von je 12.000 Liter bei einer Masse von 600 Kilogramm. Eine Verbindung durch I-Streben bestand nur zur unteren Tragfläche, aber nicht untereinander.

## Technische Daten
| Kenngröße                                                | Daten |
| -------------------------------------------------------- | --- |
| Besatzung                                                | 7–10 |
| Spannweite                                               | 42,20 m (oben und unten) |
| Länge                                                    | 22,20 m |
| Höhe                                                     | 7,375 m |
| Flügelfläche                                             | 360 m² |
| Flächenbelastung                                         | 29,16–32,77 kg/m² |
| Leistungsbelastung                                       | 10,26–11,47 kg/PS bei vier Motoren 13,62–15,26 kg/PS bei drei Motoren                                                                                 |
| Rüstmasse                                                | 8.400 kg |
| Zuladung                                                 | normal 2.150 kg maximal 3.400 kg |
| Startmasse                                               | normal 10.550 kg maximal 11.800 kg |
| Antrieb                                                  | vier wassergekühlte Sechszylinder-Reihenmotoren mit starren Zweiblatt-Holzluftschrauben Garuda (⌀ 4,00 m, {\displaystyle h} 3,05 (Zug), 3,18 (Druck)) |
| Typ                                                      | Mercedes D IVa |
| effektive Leistung Nennleistung                          | 267 PS (196 kW) bis 1.300 m Höhe 267 PS (196 kW) bei 1450/min                                                                                         |
| Kraftstoffvorrat                                         | 3.395 l (2.445 kg) |
| Ölvorrat                                                 | 320 l |
| Höchstgeschwindigkeit                                    | 125 km/h in Bodennähe |
| Marschgeschwindigkeit                                    | 110 km/h |
| Landegeschwindigkeit                                     | 80–90 km/h |
| Steiggeschwindigkeit                                     | 115 km/h mit 10.550 kg Startmasse |
| Steigzeit mit 2.150 kg Zuladung und 10.550 kg Startmasse | 7,4 min auf 500 m Höhe 12,3 min auf 800 m Höhe 15,7 min auf 1.000 m Höhe 25,5 min auf 1.500 m Höhe 43,0 min auf 2.000 m Höhe                          |
| Dienstgipfelhöhe                                         | 2.500 m |
| Reichweite                                               | 1.100 km |
| Flugzeit                                                 | 10 h |
| Startlauf                                                | 40 m bei 4–5 m/s Wind und 10.550 kg Startmasse |
| Bewaffnung                                               | vier bewegliche 7,9-mm-MG |
| Bombenlast                                               | 100 kg |